# Reichsadlerhumpen

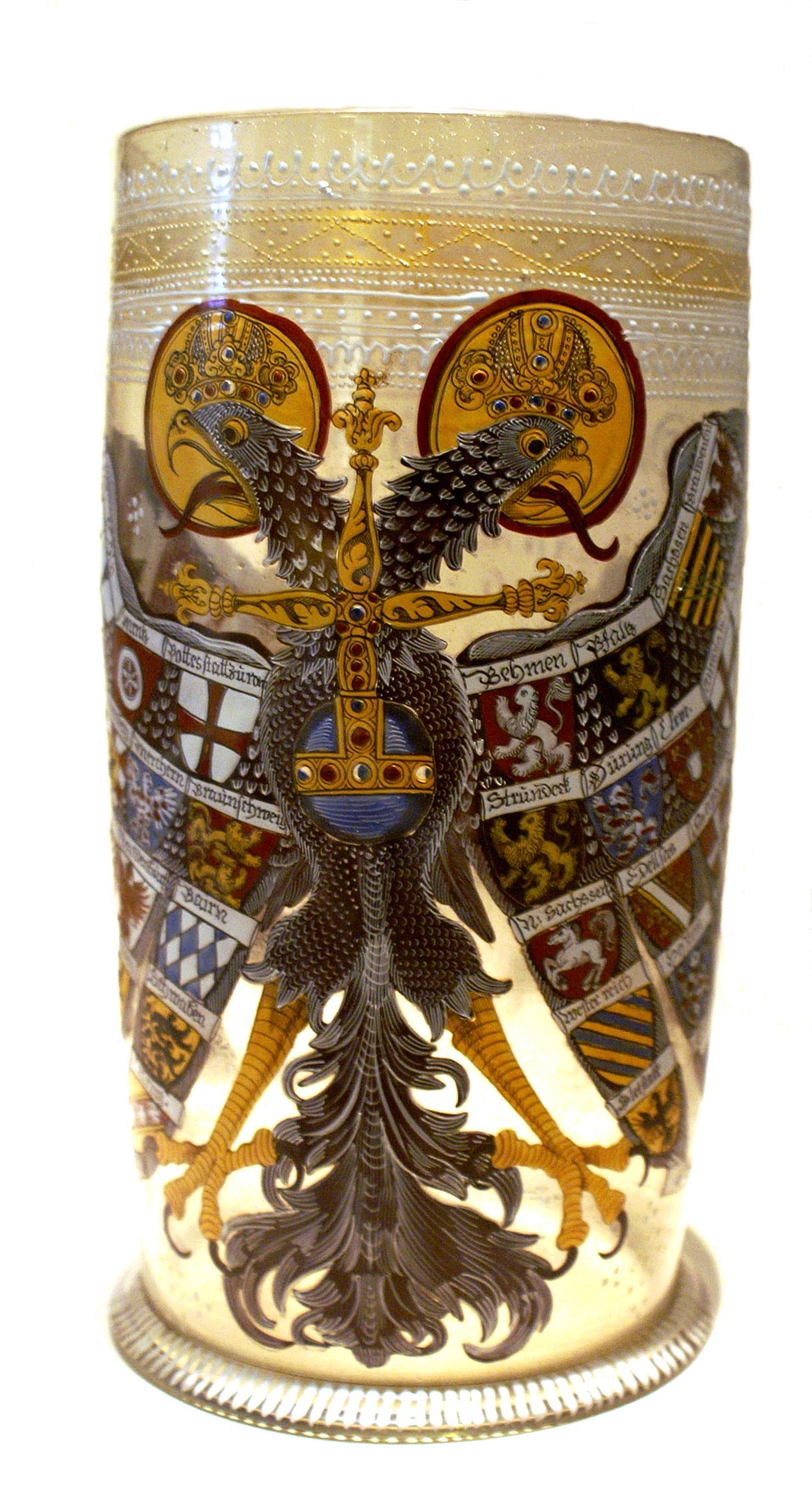
Verre à bière aigle impériale avec une aigle quaternion (aigle impériale à deux têtes), Musée historique allemand, Berlin, 1615.

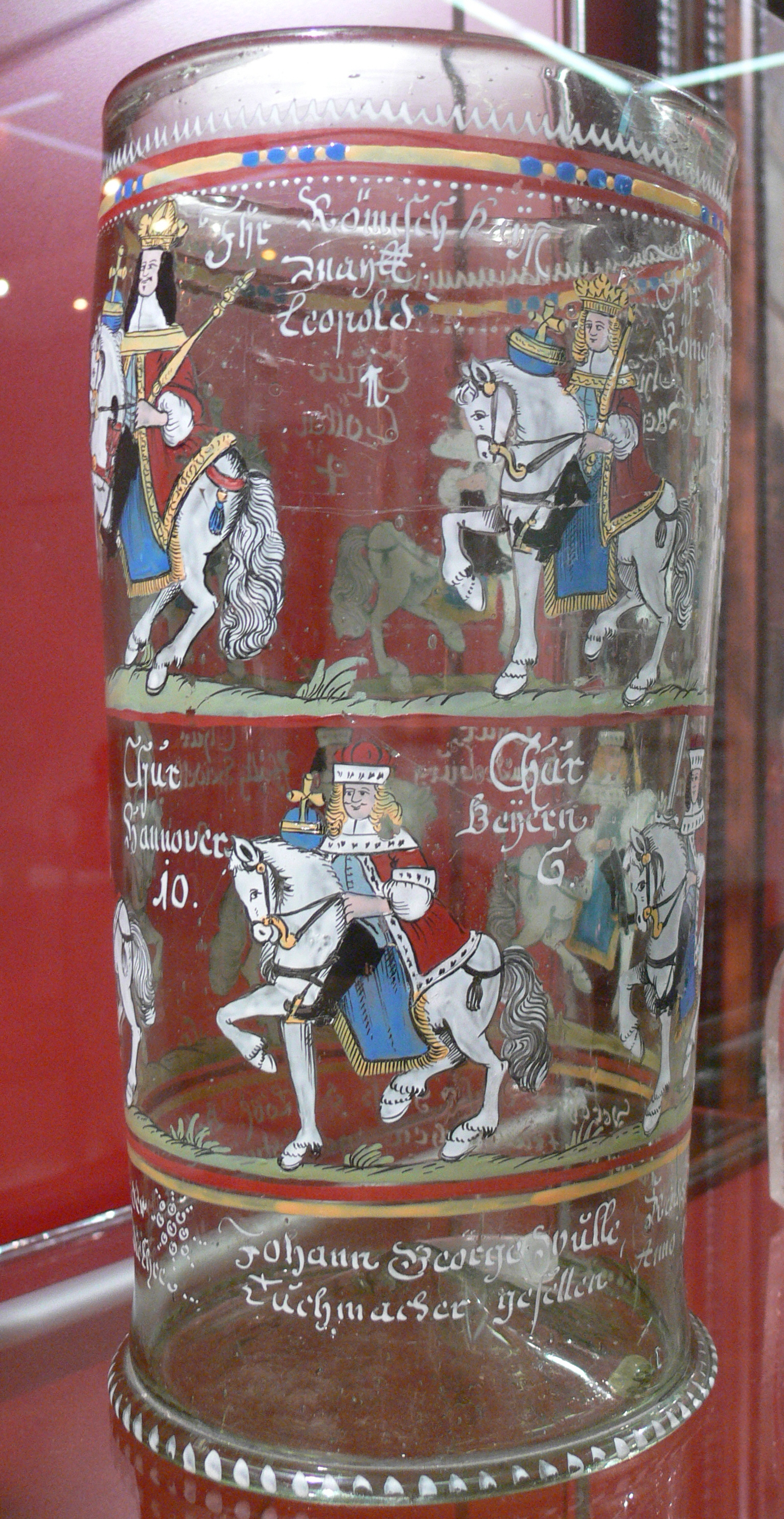
Verre à bière de prince-électeur, Reiss-Engelhorn-Museen, Mannheim, 1694.

Un Reichsadlerhumpen, ou Adlerglas (verre à bière aigle impériale) est un récipient en verre très populaire du XVIe siècle à la fin du XVIIIe siècle dans le Saint-Empire romain germanique, décoré d'une aigle impériale à deux têtes, prenant généralement la forme d'une aigle quaternion (aigle impériale à deux têtes). Ces verres à bière étaient essentiels car leurs motifs expliquaient la constitution du Saint-Empire, selon la Quaterniontheorie (théorie des quaternions) exposée par Hans Burgkmair.
Le Reichsadlerhumpen témoignait de l'attachement de son propriétaire au Saint-Empire. Son effet décoratif et ses couleurs vives, tout comme sa grande capacité, étaient très appréciés. Les verres à bière de princes-électeurs bénéficiaient de la même popularité. Ceux-ci sont ornés de représentations de l'Empereur et des princes-électeurs, en tant que plus importants représentants du Saint-Empire.
De nombreux modèles de Reichsadlerhumpen ont été préservés et exposés dans des musées du monde entier. Dans les ventes aux enchères, les pièces en bon état se vendent jusqu'à plusieurs milliers d'euros.

## Aspect
La plupart des Reichsadlerhumpen avaient une capacité de trois à quatre litres et étaient en verre blanc ou coloré. Les modèles en forme de cylindre droit ou convexe avaient une hauteur de 20 à 32 cm pour un diamètre de 10 à 15 cm. Ils comportaient parfois un couvercle et un pied en étain ou en laiton. Les décorations étaient peintes en émail sur le verre. Cette technique originaire de Venise était arrivée en Allemagne par le Tyrol. Elle consistait à ajouter du verre en poudre à la peinture. Une fois la surface peinte, les verres étaient de nouveau chauffés, de façon à faire fusionner la couche de peinture avec le verre. Cette technique permettait de réaliser des décorations résistantes, aux couleurs vives.
À l'origine, le thorax de l'aigle était orné d'une croix ou d'une image du Christ crucifié. La croix symbolisait le fondement chrétien de l'Empire, l'aigle impériale protégeant l'Église. À partir du début du XVIIe siècle, le Christ crucifié fut généralement remplacé par l'Orbe impérial.
Au total, 56 blasons de princes-électeurs, d'États impériaux et de villes impériales sont représentés par groupes de quatre, symbolisant la constitution de l'Empire. Les blasons des princes-électeurs et du Pape sont sur la première ligne, près de la tête de l'aigle. En dessous, on trouve douze rangées présentant chacune quatre blasons. Représenter l'aigle impériale accompagnée de l'Empereur et des princes-électeurs était courant à la fin du XVIIe siècle, période du règne de Léopold Ier de Habsbourg. L'aigle à deux têtes, qui symbolise l'ensemble de l'Empire, porte une couronne et sa tête est entourée d'un halo, signe de la sainteté de l'Empire.
Au dos du verre, il n'est pas rare de trouver des dédicaces, une explication des représentations, son année de fabrication, ainsi que le nom du verrier. On trouve par exemple sur un exemplaire de 1669, aujourd'hui exposé au musée local de Grimma (Saxe) : 
Le Saint-Empire romain germanique ; avec l'ensemble de ses parties,1669, Hanß George Sommer
Après la guerre de Trente Ans, le Reichsadlerhumpen est utilisé pour porter des toasts ou faire des vœux de succès durant les cérémonies de bienvenue. Il est également utilisé lors des réunions des corporations, du fait de sa grande contenance.

## Histoire et signification

Aigle quaternion coloriée, publiée par David de Negker en 1510 sur le modèle de la représentation réalisée par Hans Burgkmair. C'est ce dessin ou d'autres similaires qui ont servi de modèles pour la majorité des représentations de l'aigle impériale ornant les verres à bière.

Aux XVIe et XVIIe siècles, les représentations de l'Empereur, des princes-électeurs et de l'aigle impériale étaient très appréciées. Souvent, les représentations d'artistes renommés de l'époque, sous forme de gravures sur bois ou cuivre, servaient de modèles à la décoration d'objets quotidiens ou utilitaires. Ainsi, on retrouve également ces motifs sur des chopes en grès, des assiettes en étain ou des carreaux de faïence.
On considère que le plus vieil exemplaire est un verre à bière datant de 1571, aujourd'hui exposé au British Museum à Londres. L'un des cinq plus vieux exemplaires de 1572 est conservé au Württembergischen Landesmuseum (Musée fédéral du Wurtemberg), à Stuttgart. Ces verres à bière arborant l'aigle impériale furent fabriquées jusqu'au milieu du XVIIIe siècle, leur production semble ensuite avoir cessé. Elles étaient fabriquées principalement en Bohême, en Saxe, en Thuringe, en Hesse, et dans le Fichtelgebirge, un massif au nord-est de la Bavière. Un fait historique qui témoigne bien de l'importance du Reichsadlerhumpen auprès des artisans de ces régions : la corporation des verriers de Kreibitz (aujourd'hui Chřibská), en Bohème, exigeait comme chef-d'œuvre d'un apprenti aspirant au statut de maître la fabrication d'un Reichsadlerhumpen en un jour et demi. 
L'aigle impériale incarne sous forme décorative l'idéal d'une unité durable du Saint-Empire romain germanique et témoigne du lien affectif qui unissait un grand nombre de personnes à l'Empire. Le plus souvent, elle était représentée sous la forme d'une aigle quaternion, associant ainsi la symbolique associée au chiffre quatre à l'un des plus importants symboles de l'Empire. La structure et la constitution de l'Empire nécessitaient déjà à l'époque une clarification, et le modèle quadripartite permettait de les illustrer. Il date du XIVe siècle et il est resté populaire jusqu'à la fin de l'Empire. Ainsi, quatre groupements fictifs appelés Quaternionen (quaternions) étaient créés parmi les États impériaux, leurs membres étant supposés partager certaines caractéristiques, par exemple le groupe des princes-électeurs laïcs, margraves, etc. Ce modèle a entraîné des répartitions erronées et inexactes pour atteindre le nombre de quatre, ce qui n'a pourtant pas entaché son succès. 
La culture de la boisson à l'aube des temps modernes, où porter un toast était une pratique sociale très importante, liait le verre à bière et l'aigle impériale, exprimant ainsi les liens entre le propriétaire et l'Empire. Ces liens qui unissaient l'Empire et ses membres étaient particulièrement forts auprès de gens ordinaires et parmi les petits États impériaux. C'est la raison pour laquelle on trouvait principalement les Reichsadlerhumpen chez la petite noblesse et la bourgeoisie, ainsi que chez les patriciens et les corporations de la ville. La plupart des propriétaires avérés étaient des artisans et des corporations. Peu d'exemplaires ont été retrouvés chez les princes de l'Empire. 
Le terme « Empire romain » était souvent employé pour désigner les Reichsadlerhumpen. Ainsi, Richard Brathwaite (1588-1673), dans son œuvre Disputatio inauguralis theoretico-practica jus potandi, publiée en 1616 sous le pseudonyme Blasius Multibibus et dont la traduction allemande a paru anonymement la même année sous le titre Ius Potandi oder Zechrecht, écrit que, pour chasser la mélancolie :

« on doit inviter de joyeux compagnons / et de bons amis / dépoussiérer l'Empire romain et d'autres pots / et donc susciter de joyeuses réjouissances et beuveries. »

Selon l'historien Sven Lüken, c'est bien au Reichsadlerhumpen que Johann Wolfgang von Goethe fait référence lorsque les fêtards chantent dans la cave d'Auerbach dans Faust : 

« Le cher Saint-Empire romain, comment est-ce que ça tient encore ensemble ? »

À la fin du XIXe siècle, de nombreuses contrefaçons de Reichsadlerhumpen ont été fabriquées.